# Tomitarō Horii
Tomitarō Horii (jap. 堀井 富太郎 Horii Tomitarō; ur. 7 listopada 1890 w prefekturze Hyōgo, zm. 23 listopada 1942 na Nowej Gwinei) – generał major Cesarskiej Armii Japońskiej podczas II wojny światowej. Po ukończeniu Akademii Armii Cesarskiej w 1911 roku służył w Chinach, przechodząc kolejne szczeble kariery wojskowej. Po rozpoczęciu przez Japonię wojny na Pacyfiku dowodził dywizją, która zdobyła Guam, a następnie siłami japońskimi, których celem było zajęcie Port Moresby. W listopadzie 1942 roku, gdy usiłował dołączyć do wojsk broniących przyczółka Buna-Gona, utonął w morzu po przeprawie rzeką Kumusi.

## Życiorys
Urodził się w prefekturze Hyōgo. Jako absolwent 23. rocznika Akademii Armii Cesarskiej został w 1911 oficerem piechoty . Później otrzymał przydział do kwatery głównej Szanghajskiej Armii Ekspedycyjnej, a w początkach 1932, tuż przed wybuchem II wojny chińsko-japońskiej, był zamieszany w incydent z 28 stycznia.
W latach 1935–1937, po studiach na Uniwersytecie Waseda, służył w 12. Pułku Piechoty. W 1938 roku, po uzyskaniu awansu na stopień pułkownika, objął dowodzenie 78. Pułkiem Piechoty, a w marcu 1940 roku otrzymał stopień generała majora. W roku następnym został dowódcą 55. Dywizji Piechoty, która wchodziła w skład Sił Południowego Pacyfiku. W dniach 8-10 grudnia 1941 roku Horii prowadził tę jednostkę podczas inwazji i zajęcia wyspy Guam. Po zakończeniu tej operacji służył przez krótki czas jako gubernator wojskowy na Guam.
Podczas kampanii nowogwinejskiej Siły Południowego Pacyfiku gen. Horiiego miały dokonać desantu z morza i zająć Port Moresby, ale plan nie mógł być zrealizowany z powodu klęski, którą Japończycy ponieśli w bitwie na Morzu Koralowym. W tej sytuacji Japończycy zdecydowali się na ofensywę lądową i zajęcie miasta od strony północnego wybrzeża. W lipcu 1942 roku ustanowili przyczółki Buna-Gona i Sanananda. Tak zaczęły się walki na szlaku Kokoda. Oddziały Horiiego ruszyły szlakiem, który był jedyną drogą wiodącą do Port Moresby przez Góry Owena Stanleya.
16 września, tocząc zacięte walki z niewielkimi siłami Australijczyków, żołnierze Horiiego dotarli do punktu o nazwie „Ioribaiwa”, skąd nocą było już widać światła Port Moresby. Jednak wobec trudnej sytuacji na Guadalcanalu, dowództwo japońskie uznało, że nie może prowadzić obu kampanii i 23 września nakazało Horiiemu odwrót ze szlaku Kokoda do czasu rozwiązania kryzysu na Guadalcanalu. Dostawy zaopatrzenia dla oddziałów Horiiego ustały i w szeregach zaczął się głód 26 września Japończycy zaczęli się wycofywać z linii frontu. Ścigani przez siły australijskie cofali się w walce przez pasmo Owena Stanleya.
Żołnierze Horiiego cierpieli z braku zaopatrzenia, ale w Oivi, niemal na północnym krańcu szlaku Kokoda, dostali żywność, amunicję i posiłki. Opóźniło to postępy Australijczyków, ale w dniach 4-11 listopada Japończycy ponieśli klęskę w bitwie pod Oivi–Gorari i zorganizowany odwrót zmienił się w paniczną ucieczkę. 16 listopada Australijczycy sforsowali rzekę Kumusi w Wairopi i znaleźli się około 65 km od Buna-Gona.
Rozlana rzeka blokowała odwrót sił Horiiego, wobec czego Horii postanowił spłynąć tratwą w dół rzeki, dotrzeć do morza i pozycji na przyczółku Buna-Gona, które już były niepokojone przez czołowe oddziały australijskie (od wybrzeża słychać było odgłosy strzelaniny). Gdy tratwa utknęła zatrzymana przez pnie drzew Horii przesiadł się do czółna, które znalazł na brzegu. Czółno spłynęło szybko do morza, ale tam wywróciło się w czasie sztormu. Horii utonął, lecz przeżył jego ordynans, który doniósł o śmierci dowódcy. Horii został awansowany pośmiertnie do stopnia generała porucznika.